# Rullac-Saint-Cirq
Rullac-Saint-Cirq é uma comuna francesa na região administrativa de Occitânia, no departamento de Aveyron. Estende-se por uma área de 32,74 km². Em 2010 a comuna tinha 359 habitantes (densidade: 11 hab./km²).